# 1,6-hexaandiamine
1,6-hexaandiamine of hexamethyleendiamine is een diamine, afgeleid van n-hexaan, met als brutoformule C6H16N2. De stof heeft een sterke aminegeur, vergelijkbaar met die van piperidine. 1,6-hexaandiamine is een belangrijk tussenproduct in de chemische industrie, onder meer voor de productie van nylon.

## Synthese
1,6-hexaandiamine wordt bereid door de partiële hydrogenering van adiponitril:
{\displaystyle {\ce {NC(CH2)4CN + 4H2 -> H2N(CH2)6NH2}}}
Dit gebeurt in de aanwezigheid van ammoniak en een geschikte katalysator, zoals raneynikkel.

## Toepassingen
1,6-hexaandiamine wordt hoofdzakelijk gebruikt bij de productie van polyamides (nylon), door reactie met een dicarbonzuur. Een voorbeeld is nylon 6.6: door reactie van 1,6-hexaandiamine met adipinezuur ontstaat het zout 1,6-hexaandiammoniumadipaat. De polycondensatie van het zout leidt tot vorming van nylon 6.6.
Verder wordt het ingezet bij de productie van hexamethyleendi-isocyanaat, dat gebruikt wordt in de productie van polyurethanen en bij het crosslinken van epoxyharsen.

## Toxicologie en veiligheid
1,6-hexaandiamine is corrosief voor de ogen, huid en luchtwegen. Het kan hierbij irritatie en brandwonden veroorzaken. Inademing van de stof kan longoedeem veroorzaken; de symptomen treden vaak pas enkele uren later op. Langdurig of herhaald contact kan dermatitis veroorzaken.
1,6-hexaandiamine opgelost in water vormt een sterke, corrosieve basische oplossing, die hevig reageert met zuren, en vele metalen aantast.
1,6-hexaandiamine is een brandbare vloeistof. Bij de verbranding komen toxische en corrosieve gassen vrij.